# Jüdischer Friedhof (Kalusch)
Koordinaten: 49° 1′ 40,8″ N, 24° 21′ 27″ O

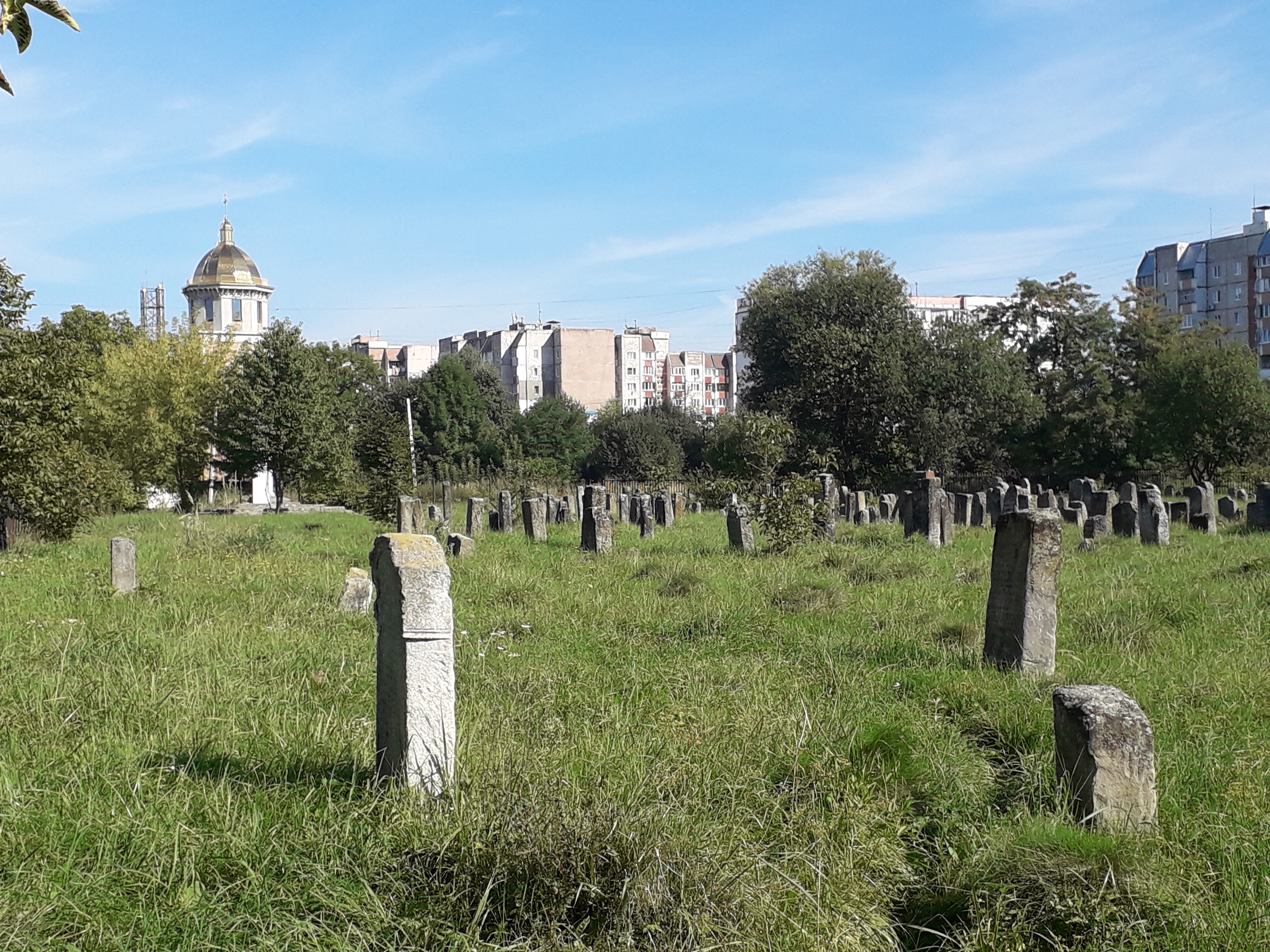
Jüdischer Friedhof Kalusch (2021)

Der Jüdische Friedhof Kalusch liegt in Kalusch im Rajon Kalusch in der westukrainischen Oblast Iwano-Frankiwsk. Auf dem jüdischen Friedhof sind zahlreiche gut erhaltene Grabsteine vorhanden.